# Nitrofurane
| 2-Nitrofuran und dessen Derivate                                                                            |
| --- |
| 2-Nitrofuran mit eingezeichnetem Wasserstoffatom, welches bei den Derivaten durch andere Reste ersetzt ist. |
| Allgemeine Strukturformel der Nitrofurane (R = organischer Rest, der auch Heteroatome enthalten kann).      |

Nitrofurane sind eine Gruppe chemischer Verbindungen bestehend aus den Derivaten des 2-Nitrofurans. Es gibt zahlreiche Vertreter, wie etwa das gegen Harnwegserkrankungen eingesetzte Nitrofurantoin (siehe unten).
Oft werden sie international mit der Vorsilbe Nitrofuran- oder mit deren abgekürzten Formen Nifur- und Fur- benannt. Im Laufe der 1940er-Jahre wurde die fungizide und bakterizide Wirkung der Nitrofurane entdeckt. Nitrofurane werden therapeutisch als Antibiotika und Antiprotozoika verwendet. Wenige Vertreter der Nitrofurane wurden in Ostasien kurzzeitig zur Lebensmittelkonservierung eingesetzt, diese Praxis wurde allerdings wegen mutagener Eigenschaften eingestellt.

## Synthese
Ausgehend vom industriell aus pflanzlichen Materialien gewonnenen Furfural (1) wird zunächst unter Zugabe von Nitriersäure in einer regioselektiven elektrophilen aromatischen Substitution der 5-Nitrofurfurylaldehyd (2) hergestellt:
Das aus der Nitrierung gewonnene Nitrofuran 2 kann nun – gegebenenfalls nach Verlängerung der Seitenkette – unter Zugabe entsprechender Hydrazide oder deren Salze zu einem Großteil der pharmazeutisch relevanten Nitrofurane weiterverarbeitet werden. Das einfachste Beispiel hierfür ist die Synthese von Nitrofural (4) ausgehend von dem Hydrochlorid 3:

## Verwendung
Nitrofurane werden therapeutisch als Antibiotika und Antiprotozoika verwendet. Ihre Verwendung bei lebensmittelliefernden Tieren ist in der EU seit vielen Jahren verboten (Furaltadon, Nitrofurantoin und Nitrofurazon seit 1993, Furazolidon seit 1995, Nifursol seit 2003).
Nitrofurantoin dient der Bekämpfung von Escherichia coli-Bakterien, als Mittel gegen Harnwegsinfekte, sowie als Oberflächenantiseptikum.

Strukturformel von Nitrofurantoin
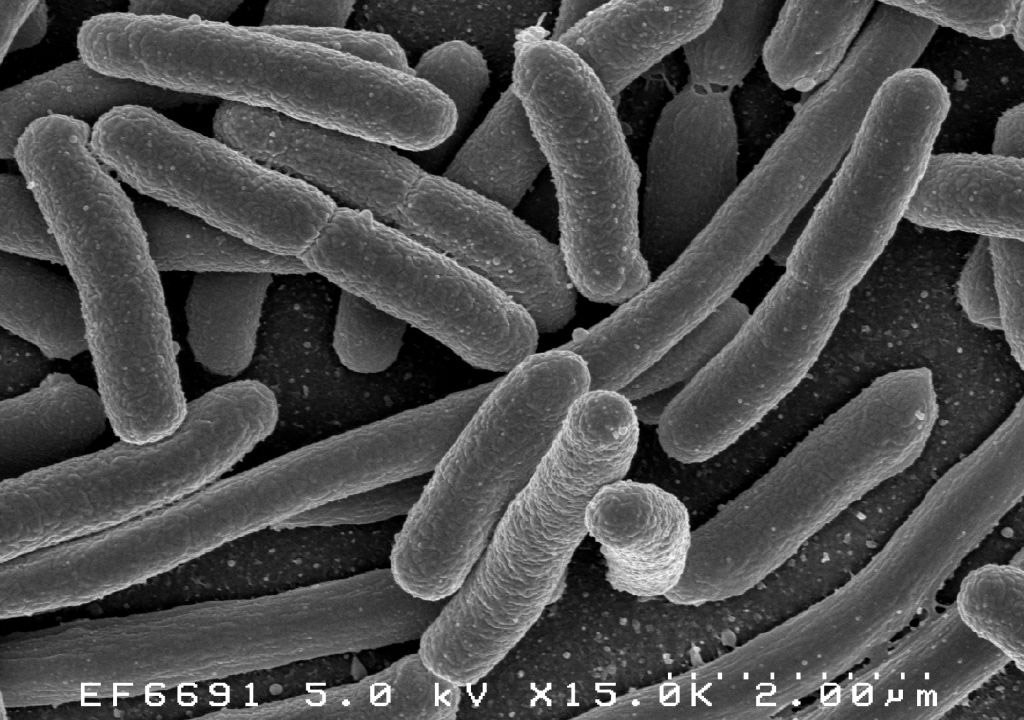
Escherichia coli-Bakterien

Nitrofural (anderer Name: Nitrofurazon) kann zur Behandlung von komplizierten Wundinfektionen und Hauterkrankungen als Oberflächenantiseptikum eingesetzt werden.

Strukturformel von Nitrofural
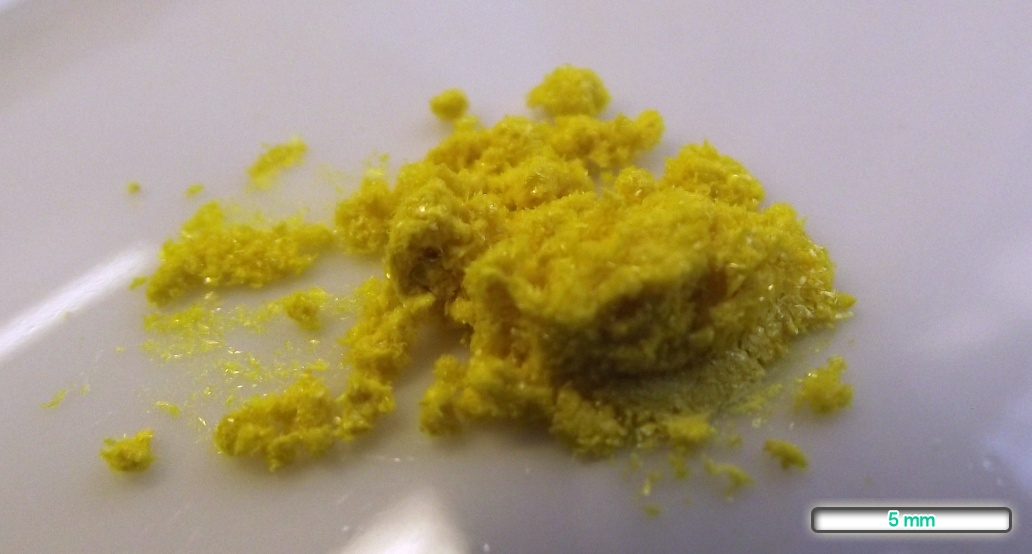
Nitrofural ist ein gelbes Pulver

Nifurtoinol kann zur Bekämpfung des für die Giardiasis verantwortlichen Geißeltierchens Giardia intestinalis und zur Behandlung von Harnwegsinfektionen eingesetzt werden.

Strukturformel von Nifurtoinol
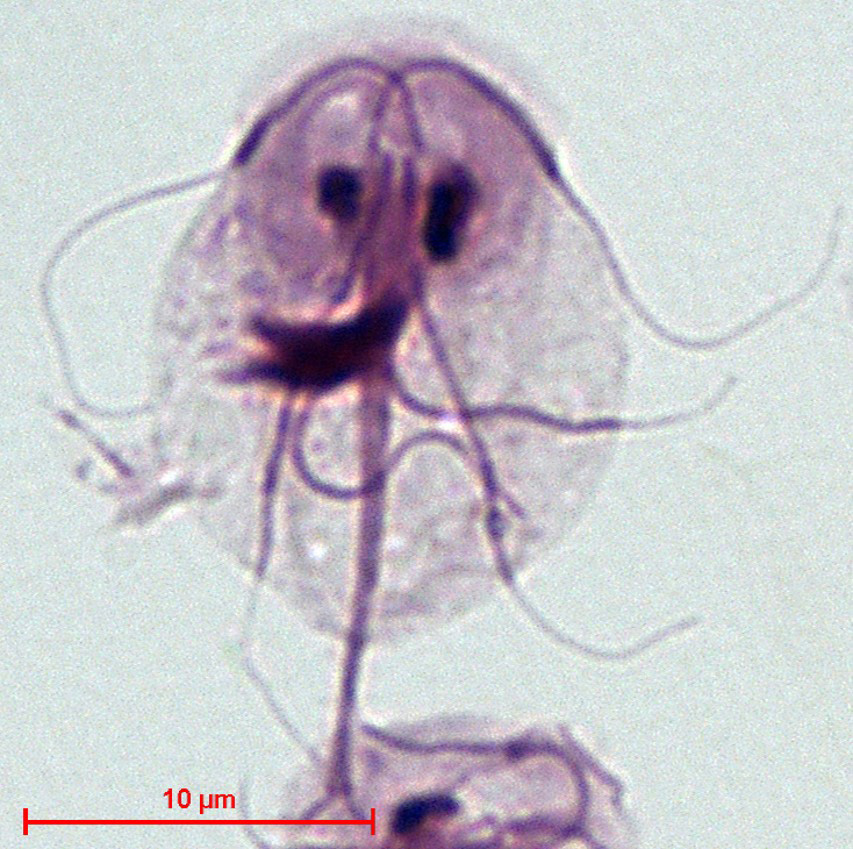
Erreger der Giardiasis

Nifuratel wirkt als Antiprotozoikum bei Infektionen mit Trichomonaden. Es hat eine fungizide Wirkung gegenüber Monilinia (Fruchtmumie).

Strukturformel von Nifuratel

Nifurtimox ist relevant in der Behandlung von Protozoeninfektionen wie der Chagas-Krankheit bzw. anderen Trypanosomiasen.

Strukturformel von Nifurtimox
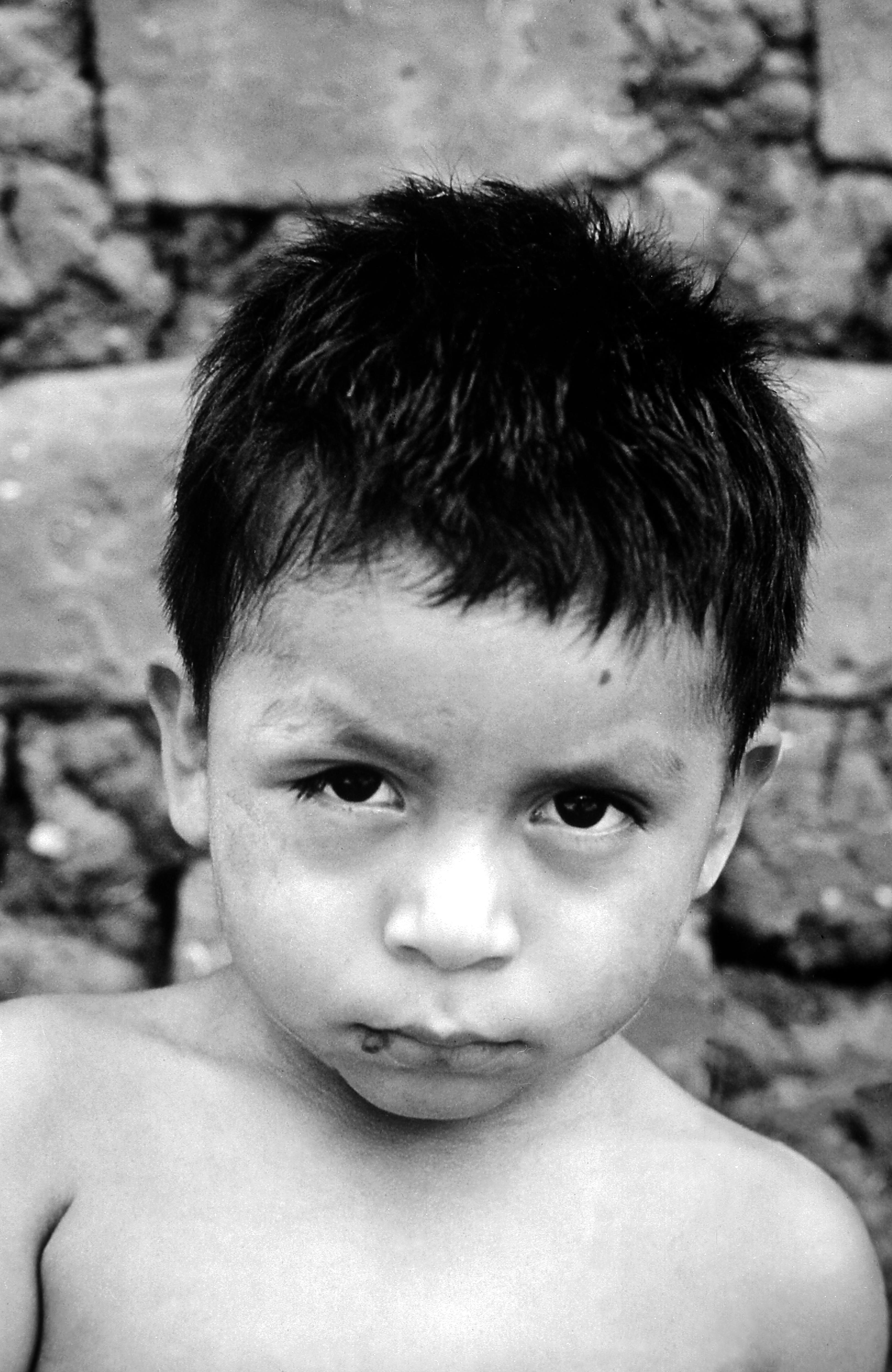
Behandlung der Chagas-Krankheit

Weitere Vertreter:

Nifuroxazid: Verwendung als Darm-Antiseptikum[8]
Nifurfolin
Furazolidon: Behandlung von Durchfall, Cholera, Trichomonaden und Salmonellen-Vergiftungen.[9][7]
Nifurzid: intestinales Antiinfektivum[11]
Nitrovin: ehemals als antibiotischer Wachstumsförderer eingesetzt[12]
Ranbezolid: wirksam gegenüber Staphylokokken.[13]
Furaltadon: früher Verwendung in der Tiermedizin[14]
Furazidin: Behandlung von Harnwegsinfektionen.[15]
Furylfuramid: Bis in die 1970er-Jahre Konservierungsmittel in Japan.[16]